# Museo Nacional de las Culturas
El Museo Nacional de las Culturas del Mundo (MNCM) es un museo ubicado en la Ciudad de México dedicado a las culturas del mundo, tanto del pasado como del presente. Está situado en un edificio de la época colonial. Antes de esto, el lugar fue la ubicación de las “Casas Nuevas” de Moctezuma Xocoyotzin. El edificio fue utilizado como Ceca hasta 1848. Posteriormente para diversos fines hasta que en 1966 se le dio su actual uso.

## La Casa Denegrida mexica
El museo está ubicado en el lugar que ocupaba el edificio mexica que era parte del complejo del Palacio Nuevo de Moctezuma, llamado la Casa Denegrida por los conquistadores españoles, que lo describieron como un cuarto sin ventanas pintadas de negro. Aquí, Moctezuma meditaba sobre lo que le fue dicho por los clarividentes y por los chamanes. Recientemente, se han desenterrado partes de una pared y un piso de basalto, en las excavaciones realizadas en este lugar y en lugares próximos a la puerta del Palacio Nacional.

## La ceca colonial
Durante la conquista de México, esta casa, así como el resto del Palacio de Moctezuma, fue destruido casi en su totalidad. Este sitio formó parte de los lugares de que se apropió Hernán Cortés quien reconstruyó el complejo con parte de los materiales de los edificios antiguos.
Originalmente las operaciones de acuñación de la Real Casa de Moneda se habían establecido desde su fundación en 1535 en la parte posterior de las llamadas "casas viejas de Moctezuma", también propiedad de Hernán Cortés y por las que el gobierno virreinal pagaba una renta, ubicadas en el sitio que hoy ocupa la casa matriz del Nacional Monte de Piedad. En 1569 el gobierno adquirió al segundo marqués del Valle, Martín Cortés la propiedad al noreste del nuevo palacio virreinal en las antiguas "casas nuevas de Moctezuma" con el fin de establecer la casa de moneda. Las obras se realizaron bajo la dirección del maestro mayor Miguel Martínez, entre 1570 y 1572, empleando para este fin los materiales procedentes de la demolición de las atarazanas mandadas construir por Cortés. Aquí funcionó desde entonces bajo el régimen de "asiento" o concesión a personas que adquirían en remate los distintos oficios. Esta ceca es responsable del nombre de la calle que de llamarse  "del Arzobispado" pasó a ser "de Moneda". 
En 1729 la Corona retomó la administración directa de la Casa de Moneda y se introdujo nueva maquinaria, para lo cual se realizaron diversas ampliaciones y modificaciones entre 1732 y 1734 bajo la dirección de su nuevo director, Nicolás Peinado Valenzuela y posteriormente de Pedro de Arrieta, con una fachada diseñada por el ingeniero militar Luis Diez de Navarro y elaborada por el maestro en cantería Bernardino de Orduña. El edificio fue ampliado nuevamente entre 1772 y 1779 por Miguel Constanzó, Lorenzo Rodríguez y José Damián Ortiz de Castro.
En 1778 el grabador y tallador mayor Jerónimo Antonio Gil estableció una escuela de grabado en un anexo del edificio. El buen éxito obtenido llevó a Gil a proponer la creación en 1781 de la Academia de San Carlos, inicialmente en la misma ceca, hasta que en 1791 se trasladó a un local propio en el antiguo hospital del Amor de Dios.

## La trasformación en museo

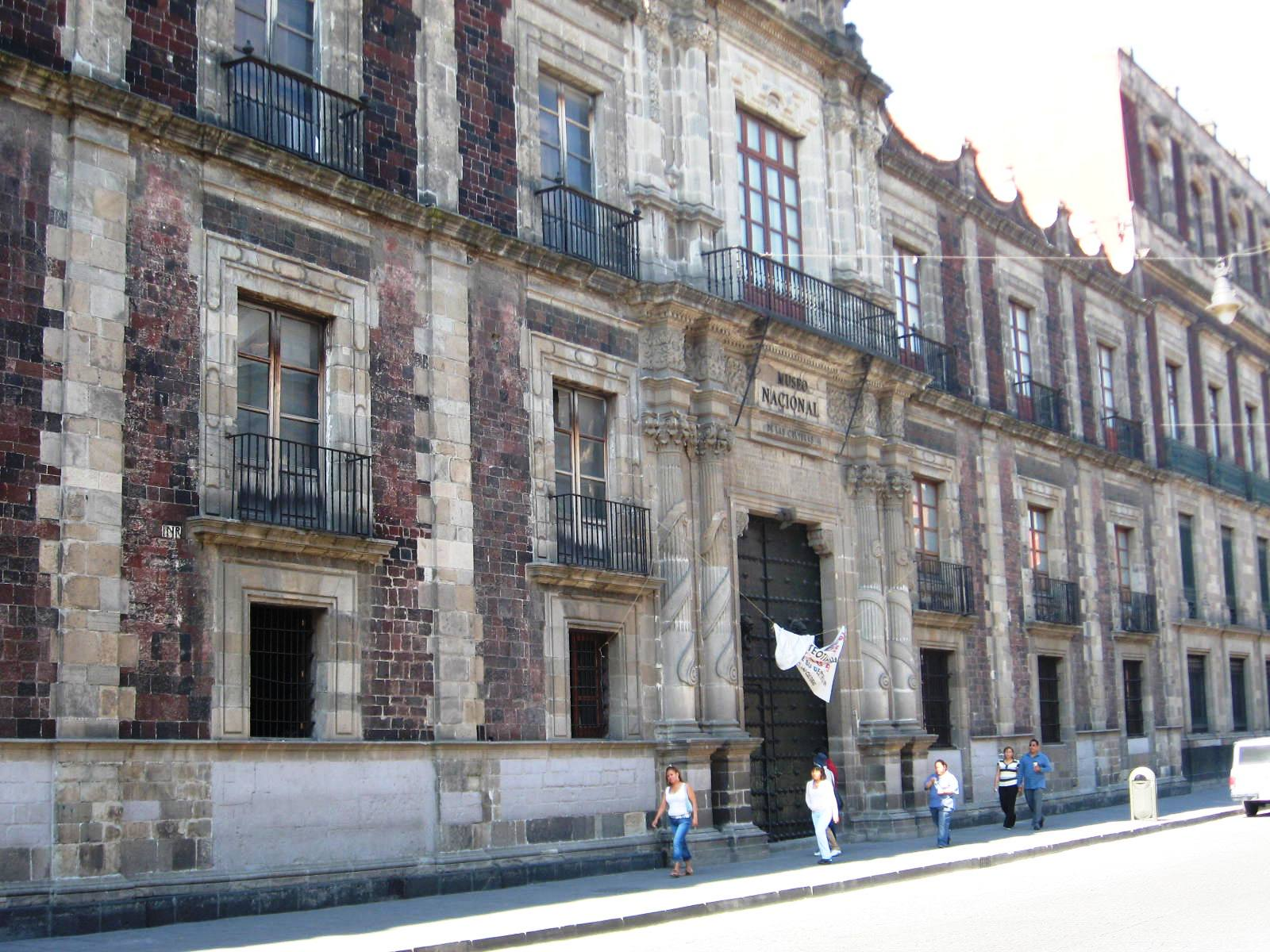
Fachada del museo / Edificio de la ceca

A raíz de la independencia de México, la ceca pasó a llamarse por breve tiempo Imperial Casa de Moneda de México, y posteriormente Casa Nacional de Moneda. En 1847 el gobierno arrendó la Casa de Moneda a una compañía inglesa, la MacKintosh Mint Company. En 1848 esta empresa se trasladó a la antigua Casa del Apartado (actual Museo Numismático Nacional), y el edificio original fue utilizado como cuartel, Ministerio de Hacienda, Suprema Corte de Justicia de la Nación, así como bodega de la biblioteca y archivo de la Universidad.
En 1865, el emperador Maximiliano decidió ubicar el Museo Público de Historia Natural, Arqueología e Historia en este lugar, a partir de piezas donadas por la Real y Pontificia Universidad de México y el Museo Nacional (inicialmente planeado por el presidente Guadalupe Victoria en 1825),
Este edificio fue nombrado monumento nacional en 1931. En 1938 Rufino Tamayo pintó el mural llamado "Revolución" en el que se representa una escena de la rebelión de obreros y campesinos contra la burguesía durante la Revolución Mexicana, que todavía puede verse en el vestíbulo.
El museo fue inicialmente exitoso, pero debido al gran volumen de sus colecciones fueron trasladadas a otras instituciones. La colección relacionada con la historia natural fue trasladada al Palacio de Cristal (después Museo Universitario del Chopo) en 1909. La antigua institución pasó a denominarse Museo Nacional de Arqueología, Historia y Etnografía.
A raíz de la creación del  Museo Nacional de Historia, en el castillo de Chapultepec, se trasladaron allí, en 1944 la mayoría de los objetos históricos, posteriormente suscitó una reestructuración del museo (que ya para ese entonces, se denominó Museo Nacional de Antropología, pues se dedicaría a la difusión de los pueblos indígenas, así mismo, a la conservación y exhibición de la colección de monolitos y piezas arqueológicas), posteriormente, con la construcción de un nuevo edificio en Chapultepec, sus colecciones fueron trasladadas al actual Museo Nacional de Antropología (en 1964), las restantes, al Museo Nacional del Virreinato y al Museo Nacional de las Intervenciones.

## Escuela Nacional de Antropología e Historia
En 1906 comenzaron a impartirse en el edificio clases de antropología física, etnología y lenguas indígenas. En 1942 se estableció allí la recién fundada Escuela Nacional de Antropología, con la incorporación de la Licenciatura en Historia en 1946, modificó su nombre (que hoy en día conserva) al de Escuela Nacional de Antropología e Historia que 17 años después se trasladó al Mayorazgo de Guerrero, en la misma calle.
Desde que fue fundada, la Escuela ha ocupado distintos edificios para desarrollar sus labores. En 1942 se localizó a un costado del Palacio Nacional de México, en el edificio de la antigua Casa de Moneda, actualmente ese edificio colonial alberga al Museo Nacional de las Culturas.
Diecisiete años después, la ENAH fue reubicada al edificio de Mayorazgo de Guerrero, en la misma calle de Moneda. De ahí se traslada, en 1964, al recién estrenado Museo Nacional de Antropología, en el parque de Chapultepec. Finalmente, en 1979, la ENAH fue ubicada en su actual espacio, en la zona arqueológica de Cuicuilco, a un lado de la pirámide más antigua de América.

## Museo Nacional de las Culturas del Mundo
En 1965 el edificio fue adjudicado al nuevo Museo Nacional de las Culturas, dedicado a las culturas pasadas y presentes del mundo. Es el único de su tipo en América Latina. Fue objeto de una restauración entre 2006 y 2010, en el transcurso de la cual se realizaron también excavaciones arqueológicas.
Actualmente cuenta con cinco salas de exposición permanentes dedicadas a las culturas antiguas de Oriente Medio y Mediterráneo (Egipto, Levante, Persia, Mesopotamia, Grecia y Roma), China, Corea y Japón, además de una sala sobre la historia del edificio; y catorce salas para exposiciones temporales. Desde su fundación, el museo ha recibido más de 17.000 piezas de todo el mundo. Estas piezas incluyen textiles, objetos de vidrio, porcelana, fotografías, armas, kimonos, máscaras, joyas y esculturas. Muchos de estos objetos son originales y algunos son bastante antiguos. El museo sigue recibiendo donaciones de objetos. Uno de los más recientes es el facsímil del libro coreano Jixji.